# Maizières (Haute-Marne)
Maizières település Franciaországban, Haute-Marne megyében. Lakosainak száma 184 fő (2022. január 1.). Maizières Chatonrupt-Sommermont, Chevillon, Fays, Rachecourt-sur-Marne, Sommancourt és Troisfontaines-la-Ville községekkel határos.

## Népesség
A település népességének változása:
| Lakosok száma | 168  | 161  | 169  | 168  | 176  | 192  | 198  | 189  | 185  | 184  |
|               | 1968 | 1982 | 1990 | 2006 | 2013 | 2015 | 2017 | 2019 | 2020 | 2022 |